# Udea stellata
Udea stellata là một loài bướm đêm thuộc họ Crambidae. Nó là loài đặc hữu của Kauai, Oahu, Molokai và Hawaii.
Ấu trùng ăn Neraudia melastomaefolia và Pipturus albidus.